# Iglesia de San Pedro Mayor (Florencia)

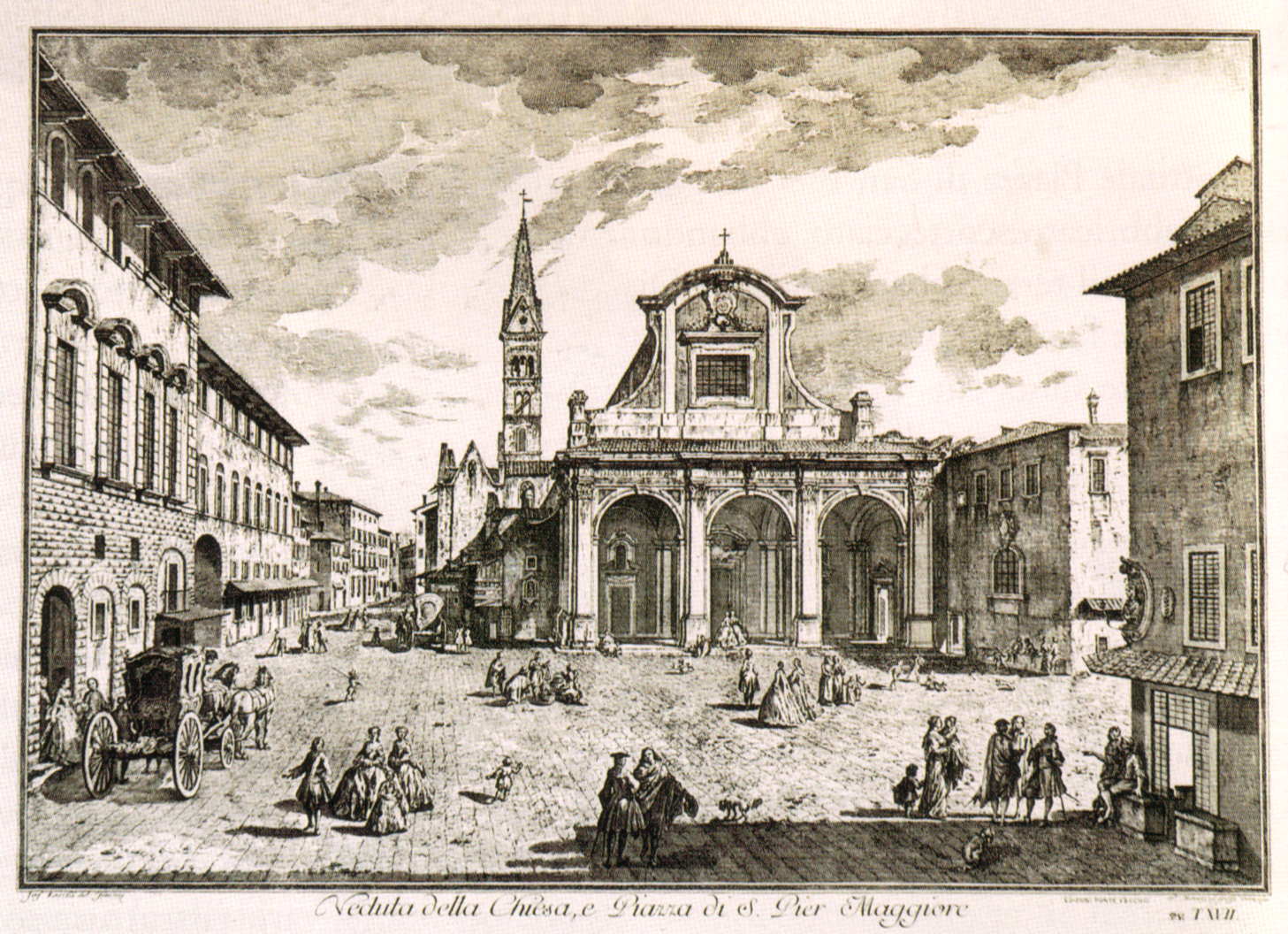
Giuseppe Zocchi, Vista de la iglesia de San Pedro Mayor (1744).

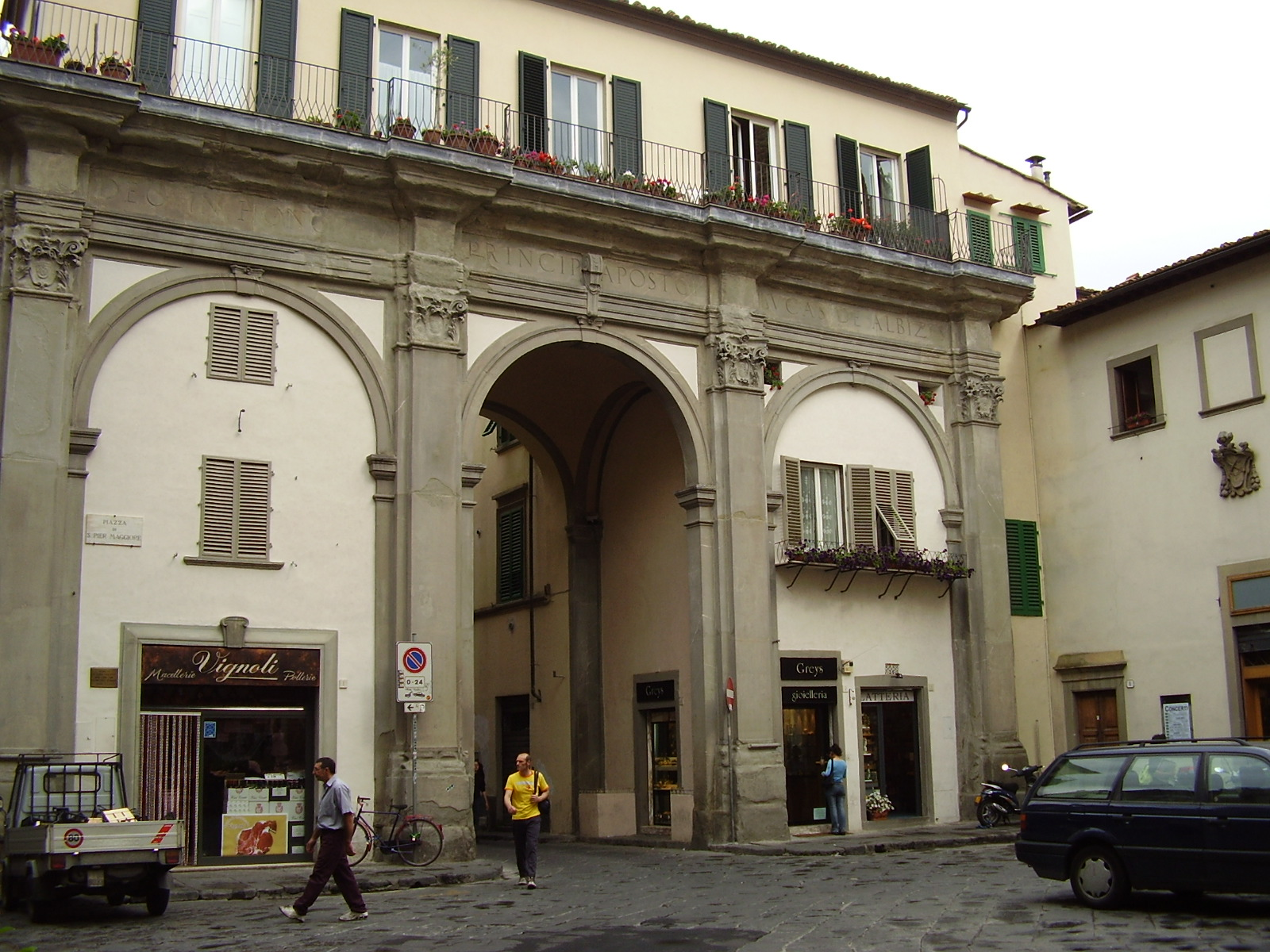
Arco de la antigua iglesia de San Pedro Mayor, lo único que sobrevive tras la demolición de 1783

La hoy desaparecida iglesia de San Pedro Mayor (del italiano: chiesa di San Pier Maggiore) se encontraba en la plaza homónima, dedicada a San Pedro Mayor, en Florencia.
Aquí hubo un monasterio femenino benedictino, fundado en el siglo XI, cuya abadesa tenía como competencia institucional acoger al nuevo obispo de Florencia a su llegada a la ciudad. Por ello se la llamaba, con florentina irreverenzi, la esposa del obispo.
La antigua iglesia románica sufrió varias transformaciones y en su forma gótica trecentesca es visible en la tabla con el Milagro de san Cenobio de Ridolfo Ghirlandaio, hoy en la Galería de la Academia de Florencia. 
Entre las personalidades aquí sepultadas estuvieron los artistas Luca della Robbia, Piero di Cosimo y Mariotto Albertinelli.
El edificio, con numerosas obras de arte, fue reestructurado por Matteo Nigetti en 1638 y el nuevo perfil se conoce gracias a un grabado de Giuseppe Zocchi (1754). A aquel periodo pertenece la construcción del pórtico, único vestigio que queda de la iglesia.
Fue demolida en el año 1783 pues se consideraba que era peligrosa: en realidad, fue una columna, que ni siquiera era portante, que se cayó el 2 de septiembre de aquel año y que hizo temer por la estabilidad de todo el complejo, de modo que se demolieron la iglesia y el campanario, y se secularizó el monasterio. En esta furia demoledora estaba también el deseo del Gran Duque Pedro Leopoldo de reducir lo más posible la presencia de instituciones religiosas en la ciudad, por lo que aprovechó la ocasión para desembarazarse de un monasterio y reorganizar la trama urbana de la zona. En el lugar de la iglesia surgieron, sin embargo, chabolas de gente pobre que eliminaron el antiguo esplendor de la zona. Sólo sobreviven las tres arcadas del pórtico de la fachada, dos de ellas casi taponadas y ocupadas por habitaciones privadas. Las decoraciones y los muebles se dispersaron en varias instituciones florentinas, como el Spedale degli Innocenti o la iglesia de San Miguel Visdomini.
- Wikimedia Commons alberga una galería multimedia sobre Iglesia de San Pedro Mayor.